# Jagoda im Supermarkt
Jagoda im Supermarkt (Serbisch: Jagoda u supermarketu/Јагода у супермаркету) ist eine serbisch-deutsch-italienische Filmsatire aus dem Jahr 2003, die unter der Regie von Dušan Milić entstand und von Emir Kusturica produziert wurde. Die Hauptrollen spielen Branka Katić und Srđan Todorović. Der Film wurde bei der Berlinale 2003 uraufgeführt.

## Handlung
Die Belgrader Supermarktangestellte Jagoda Dimitrijević ist mit ihrem Liebesleben unglücklich und verrichtet nur widerwillig ihre Arbeit in einem neuen, nach amerikanischem Vorbild eingerichteten Supermarkt in einer Plattenbausiedlung. Nach einem missglückten Date und einem beleidigenden Kommentar ihrer Chefin am nächsten Tag, lässt Jagoda ihren ganzen Frust an einer alten Dame aus, die kurz vor Ladenschluss noch Erdbeeren für den Geburtstagskuchen ihres Enkels kaufen will und verweist diese recht schroff des Supermarkts. Am nächsten Morgen stürmt kurz nach Ladenöffnung ein schwer bewaffneter Mann in den Laden und nimmt Jagoda, ihre Kollegen und einige Kunden als Geiseln. Der Mann will mit dieser Aktion seine Großmutter rächen, die am Abend zuvor dort so schlecht behandelt worden ist. Demütig und schuldbewusst hilft Jagoda beim Fesseln ihrer Kollegen mit Frischhaltefolie, während draußen die Polizei anrückt, die von den sich inzwischen ansammelnden Schaulustigen ausgebuht wird.
Der Terrorist entpuppt sich als Kriegsveteran, der Mitglied einer Eliteeinheit war und in den Jugoslawienkriegen gedient hat, allerdings nur als Koch und Ernährungsberater. Um die Geiseln zu befreien, werden Scharfschützen der Polizei und ein Spezialkommando angefordert. Nach ersten Verhandlungen lässt er Geiselnehmer bis auf Jagoda alle Geiseln frei. Sie bleibt freiwillig im Markt und hilft dem Geiselnehmer, indem sie ihm die Gasmaske eines Polizisten gibt. Auf die Frage warum sie bei ihm geblieben ist, antwortet ihm Jagoda trotzig, dass die Polizisten ihn sonst getötet hätten. Langsam kommen sich Jagoda und der Geiselnehmer, der sich ihr später als Marko vorstellt, näher, während draußen die Schaulustigen Durchhalteparolen sowie antiamerikanische und antikapitalistische Gesänge anstimmen.
Genervt von der Publicity, die der Geiselnehmer erhält, beschließt der Polizeichef das Gebäude stürmen zu lassen. Gleichzeitig wollen zwei Kriminelle das Lager des Supermarktes ausräumen, während es sich Jagoda und Marko im Markt gemütlich machen und bei einem romantischen Dinner zusammensitzen. Bei der einsetzenden Erstürmung geraten die beiden zwischen die Kriminellen und das Sondereinsatzkommando. Im Kampf versucht ein besonders aggressiver Polizist Marko zu töten, dieser kann sich jedoch wehren und versucht nun seinerseits seinen Gegner zu eliminieren. Jagoda springt dazwischen und gesteht schlussendlich, dass sie es war, die Markos Großmutter schikaniert hatte.
Am Schluss werden Jagoda und Marko gemeinsam aus dem Supermarkt abgeführt und von der anwesenden Menge frenetisch gefeiert. Im Polizeiwagen küssen sie sich.

## Hintergrund
„Jagoda“ das serbische Wort für Erdbeere, auf Polnisch bedeutet es Heidelbeere und ist zugleich ein Kosename für junge Mädchen.
Der Film thematisiert die politischen Umbrüche in Serbien zur Zeit seiner Entstehung sowie die vorherrschende antiamerikanische Einstellung und die Kritik an der amerikanischen Konsumgesellschaft und dem Kapitalismus im Allgemeinen.
Im Film kommen zahlreiche Produktplatzierungen vor. So sind unter anderen auch viele in Deutschland bekannte Marken wie Tefal oder Coca-Cola zu sehen.
Produzent Emir Kusturica ist in einer Nebenrolle als General des Sondereinsatzkommandos zu sehen.

## Kritiken
Der deutsche Filmdienst beurteilte den Film als „Eine mit Mitteln des Slapstick operierende Parabel über die Zustände in Rest-Jugoslawien, die eine Eskalation der Gewalt aus nichtigem Anlass auf komödiantische Weise auf die Spitze treibt. Ein einfallsreiches Buch und gute Darsteller sichern der temporeichen Inszenierung das Interesse.“
Kino-Zeit wertete: „Rasant, überzogen und mitunter auch recht albern gestaltet sich diese serbische Satire, die so manchen Zustand von Politik und Gesellschaft der Lächerlichkeit preisgibt. Der Humor ist durchwachsen und oszilliert zwischen filigranen Anspielungen und derber Holzhammer-Komik, wobei das Ensemble stimmig und engagiert aufspielt. Und am Schluss dringt versöhnlich ein zynisch-sanfter Humanismus durch, der die Botschaft transpotiert, dass eben alle einfach Menschen sind, Geiselnehmer wie Polizisten, die sich ebenso nach Liebe sehnen wie Jagoda.“
Bei cinema.de meinte man kurz und knapp: „Garstiges Politdrama, unterhaltsam verpackt.“